# 特雷勒博格湖

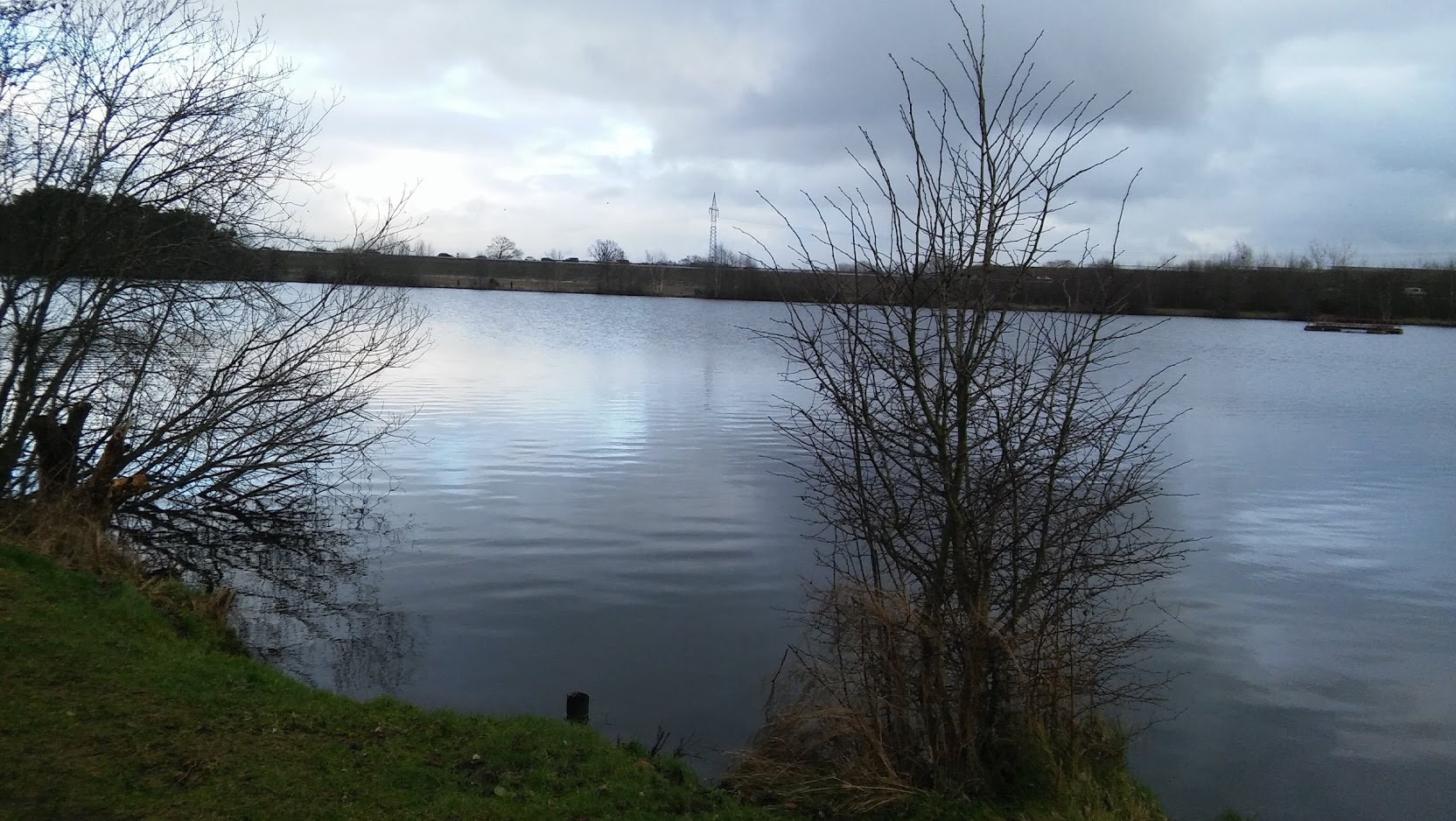

54°04′34″N 9°55′15″E / 54.0760°N 9.9207°E
特雷勒博格湖（德語：Trelleborgsee），是德國的湖泊，位於該國北部石勒蘇益格-荷爾斯泰因州，由瓦斯貝克負責管轄，面積0.08平方公里，最大水深10米，湖岸線長度1.1公里。